# Gaston de Gerlache
Gaston de Gerlache, född 17 november 1919 i Brysseel, död 13 juli 2006 i Oudenaarde, Belgien, var en belgisk polarforskare. Han var son till polarforskaren Adrien de Gerlache. Han ledde 1958–1960 en belgisk expedition till Antarktis, 60 år efter den av fadern ledda Belgiska Antarktisexpeditionen 1897–1899. 
Mount Gaston de Gerlache är uppkallat efter honom.

## Utmärkelser
- Storofficer  av Leopold II:s orden
- Kommendör av Oranien-Nassauorden
- Kommendör av Leopoldsorden
- Storofficer av Kronorden
- Den Heliga gravens av Jerusalem riddarorden

[Redigera Wikidata]